# Bedminster Township (Pennsylvanie)
Pour les articles homonymes, voir Bedminster.
Bedminster Township est un township, situé dans le comté de Bucks, en Pennsylvanie, aux États-Unis,. En 2010, le township comptait une population de 6 574 habitants.

## Démographie
Lors du recensement de 2010, le township comptait une population de 6 574 habitants. Elle est estimée, en 2017, à 7 161 habitants.

### Source de la traduction
- (en) Cet article est partiellement ou en totalité issu de l’article de Wikipédia en anglais intitulé « Bedminster Township, Bucks County, Pennsylvania » (voir la liste des auteurs).